# Longecourt-lès-Culêtre
Longecourt-lès-Culêtre is een gemeente in het Franse departement Côte-d'Or (regio Bourgogne-Franche-Comté) en telt 48 inwoners (2009). De plaats maakt deel uit van het arrondissement Beaune.

## Geografie
De oppervlakte van Longecourt-lès-Culêtre bedraagt 4,4 km², de bevolkingsdichtheid is dus 10,9 inwoners per km².
De onderstaande kaart toont de ligging van Longecourt-lès-Culêtre met de belangrijkste infrastructuur en aangrenzende gemeenten.

## Demografie
Onderstaande figuur toont het verloop van het inwonertal (bron: INSEE-tellingen).